# Vår Gud ger oss löften
Vår Gud ger oss löften är en psalm med text  av S C Kirk och musik av Herbert J Lacey. Texten översattes till svenska 1915.

## Publicerad i
- Segertoner 1988 som nr 398 under rubriken "Den kristna gemenskapen - Ordet".[1]